# Complejo arqueológico Bactria-Margiana

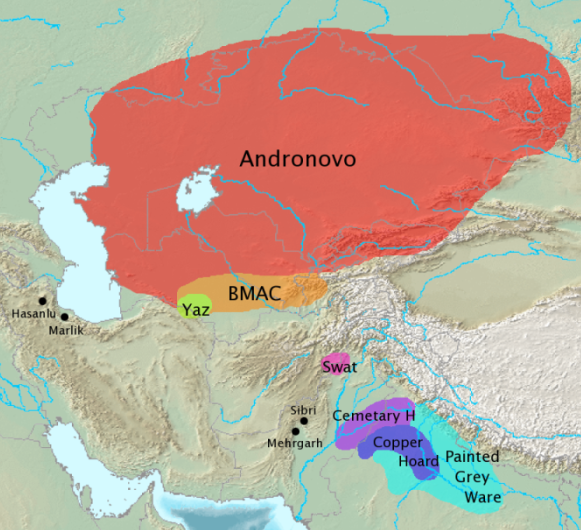
Culturas arqueológicas asociadas con la migración indo-irania (según la EIEC):
- cultura de Andrónovo
- BMAC (complejo arqueológica Bactria Marguiana)
- cultura Yaz
Culturas arqueológicas asociadas con la migración indoaria:
- cultura del río Swat (cultura de tumbas de Gandhara)
- cultura del Cementerio H
- cultura Copper Hoard (cultura de los depósitos de cobre)
- cultura Painted Grey Ware (cerámica gris pintada).

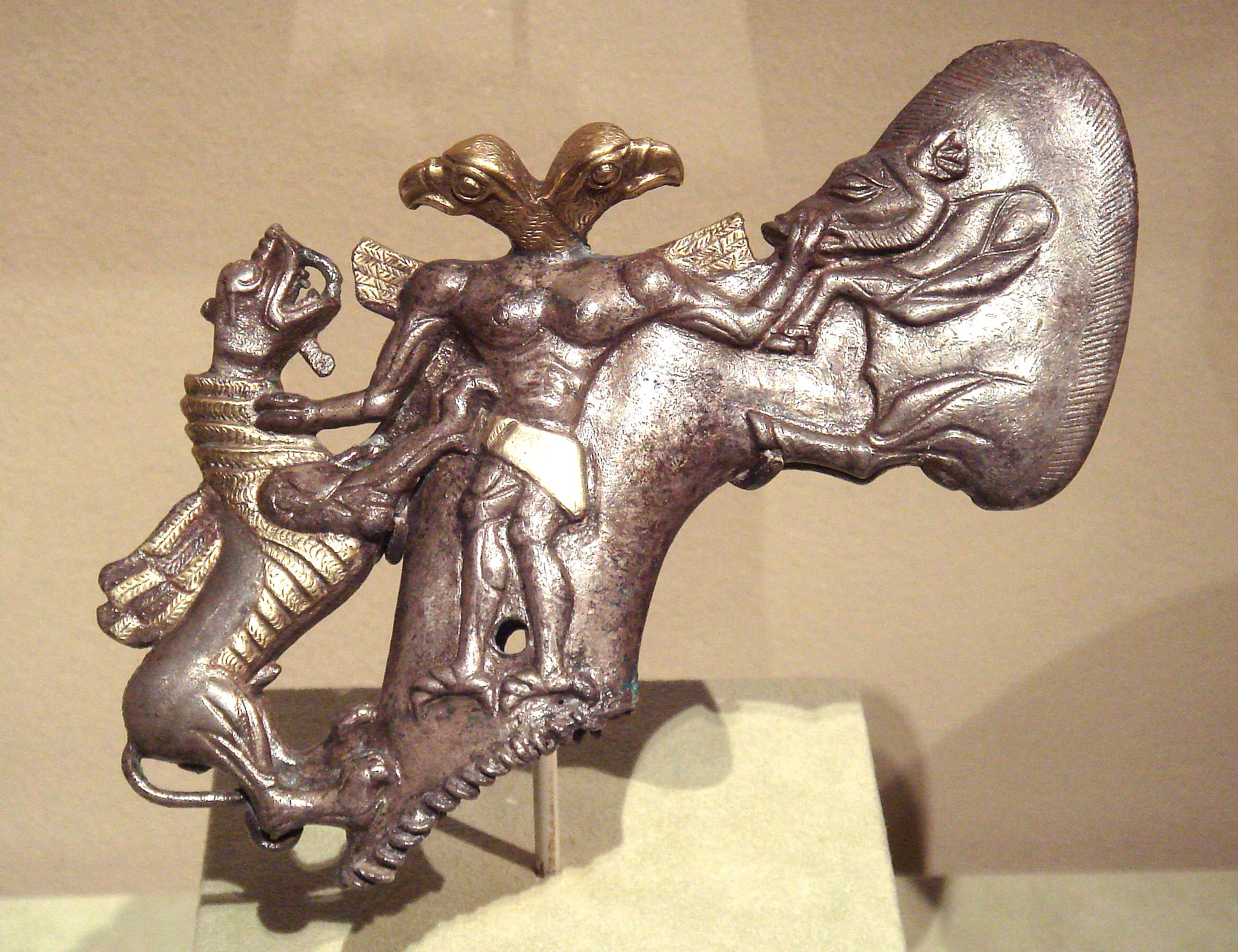
Hacha bactriomarguiana con demonio de cabeza de águila y animales, entre fines del tercer milenio y principios del segundo milenio a. C.

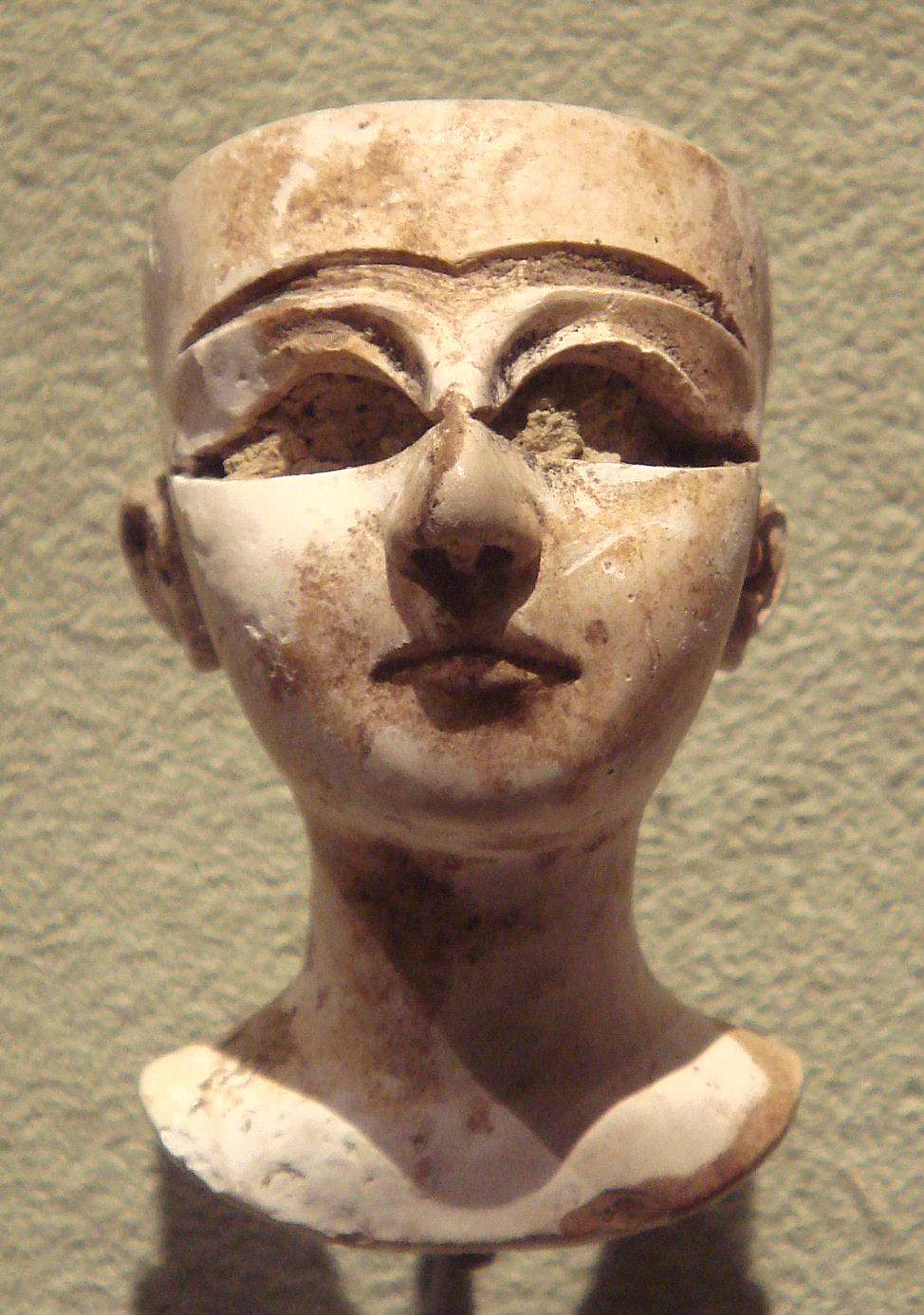
Cabeza de mujer de la cultura bactrio-marguiana (entre el 2100 y el 1700 a. C.).

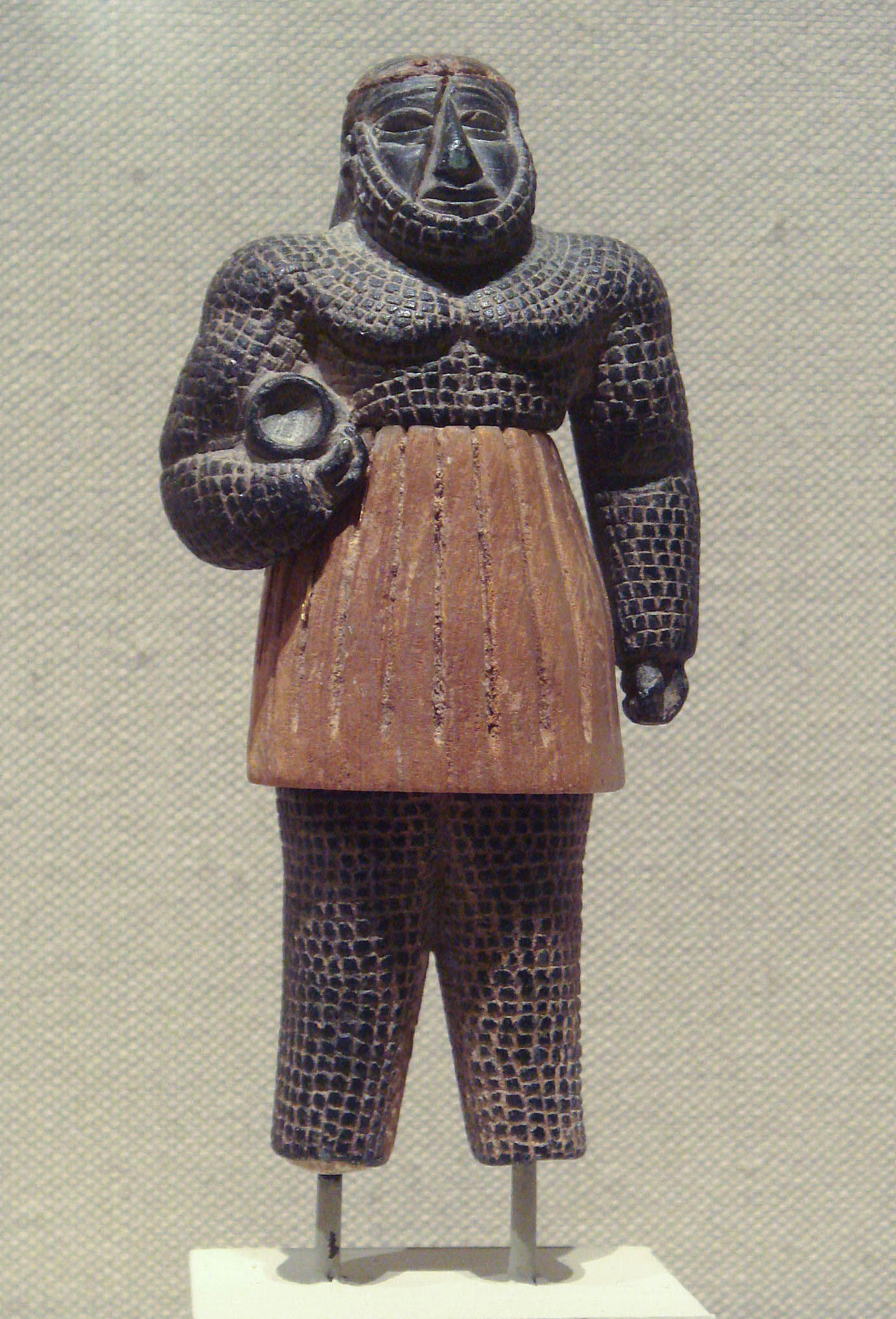
Monstruo bactrio con trompeta.

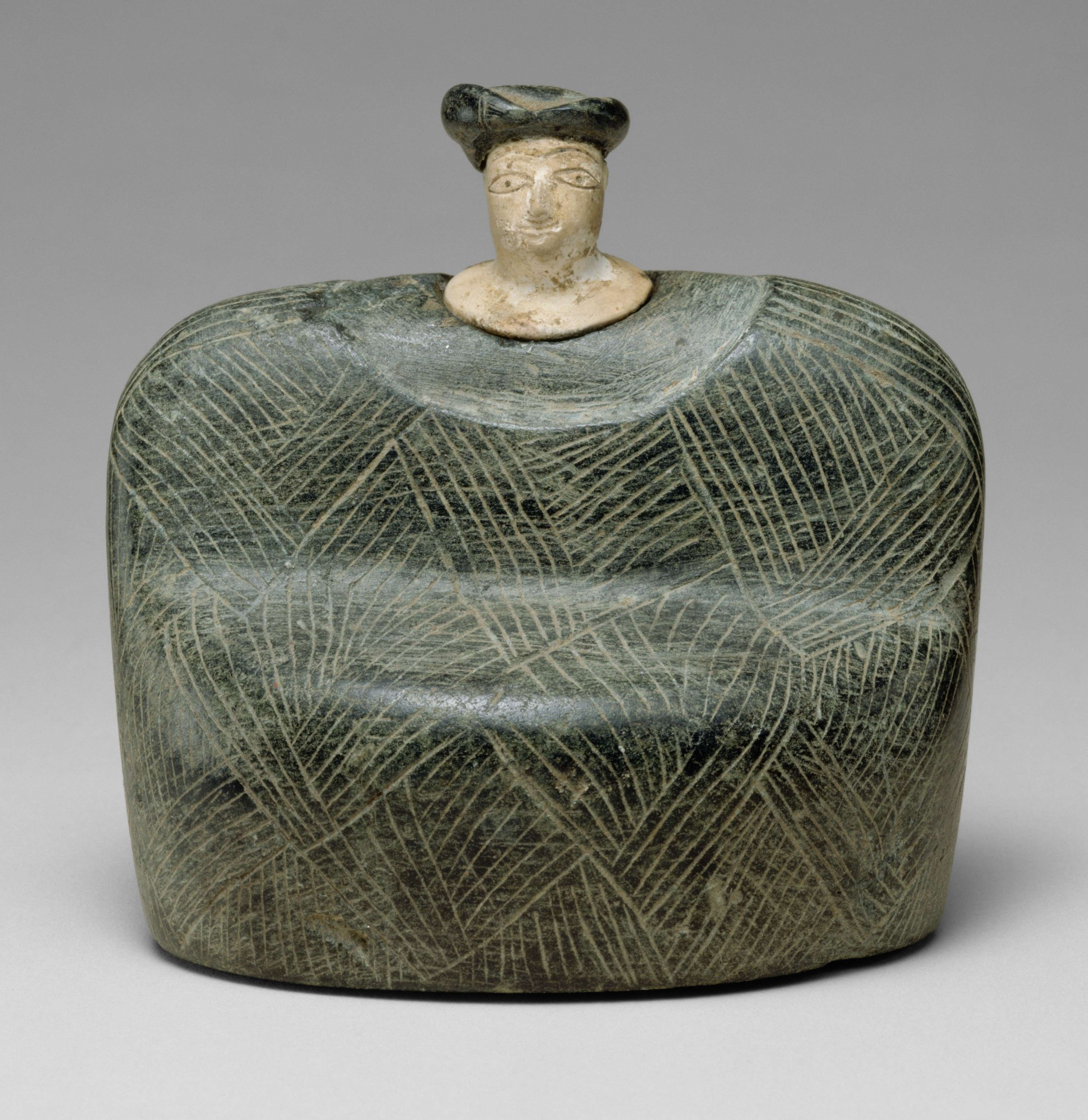
Mujer bactrio-marguiana sentada.

El complejo arqueológico Bactria-Marguiana (en inglés BMAC: Bactria-Margiana Archaeological Complex) o cultura del río Oxus es la designación arqueológica moderna de un estadio cultural de la Edad del Bronce de Asia Central, datado aproximadamente en el 2400-1600 a. C., localizada hoy en Turkmenistán, norte de Afganistán, sur de Uzbekistán y oeste de Tayikistán, que se centra sobre el río Amu Daria (el Oxus de los antiguos griegos).
El complejo comenzó a ser estudiado a partir del descubrimiento en 1976 del sitio arqueológico de Gonur Tepe por el arqueólogo uzbeko Viktor Sarianidi (nacido en Taskent), que también le dio su nombre. El área implicada se extiende unos 1100 km de este a oeste, y unos 300 km de norte a sur.
Bactria fue el nombre griego del área de Bactra (hoy Balj), que ahora está al norte de Afganistán, y Marguiana fue el nombre griego del sátrapa persa de Margu, la capital que hoy es Merv, ubicada en Turkmenistán.

## Resumen
Las excavaciones de Sarianidi a partir de finales de los años setenta revelaron numerosas estructuras monumentales en muchos sitios diferentes, incluyendo Delbaryín, el oasis Dashly, Tojolok 21, Gonur, Keleli, Sapeli y Yarkután.
Los sitios fueron fortificados con paredes y puertas impresionantes.
Los informes de la cultura cultura bactriomarguiana fueron confinados a los diarios soviéticos e ignorados por Occidente hasta los últimos años de la Unión Soviética, como también se ignoraron los resultados del trabajo de Sarianidi hasta que fue traducido al inglés en los años 1990.
Los datos del radiocarbono sugieren que el complejo se creó en el cuarto siglo antes de la finalización del tercer milenio a. C. y el primer cuarto del segundo milenio a. C.
Los eruditos no coinciden acerca de los orígenes de esta cultura bactrio-marguiana, o su declive. Su distintiva cultura desapareció de los registros arqueológicos pocos siglos después de su aparición.
Geográficamente, el complejo Bactria-Marguiana atraviesa una amplia área desde el sudeste de Irán hasta Baluchistán y Afganistán.
Posiblemente el terreno arqueológicamente inexplorado de Baluchistán y Afganistán contiene el resto del complejo (según Lamberg-Karlovsky, 2002).
Algunos materiales de la cultura bactromarguiana ―tales como sellos― se han encontrado en varios sitios, como la cultura del valle del Indo, la meseta iraní y el golfo Pérsico. Los hallazgos de la cultura bactriomarguiana han venido del comercio internacional de antigüedades ilícitas y se están encontrando en colecciones y museos occidentales.

## ¿Una civilización previamente desconocida?
Los habitantes de la cultura bactromarguiana eran personas sedentarias que practicaban el cultivo por irrigación del trigo y de la cebada.
Aunque parece que hubo una interacción con la gente nómada de su contemporánea cultura de Andrónovo residente en las estepas del Asia Central.
Con su impresionante cultura material, que incluye arquitectura monumental, herramientas de bronce, cerámicas y joyería de piedras semipreciosas, el complejo bactro-marguiano exhibe muchos signos de civilización.
El descubrimiento de una minúscula piedra de sello con marcas geométricas por parte de la cultura bactriomarguiana en Turkmenistán en el 2001 indujo a notar que en la cultura bactromarguiana se desarrollaba una división muy elaborada del trabajo, imcluso la posibilidad de una escritura o una protoescritura ideográfica, y de esta manera se la considera una civilización.
De cualquier modo no queda claro si las marcas representan una verdadera escritura distinta de las pictografías aisladas.
Sin embargo, los sellos de la cultura bactriomarguiana contienen motivos y material que son distintivos de los sellos de la región sirio-anatolia, Mesopotamia y el golfo Pérsico, mostrando sus formas un tipo que no deriva de ninguna otra región.

## La hipótesis indo-iraní
El complejo Bactria-Marguiana atrajo asimismo la atención de los investigadores como un posible complemento material de las culturas del conjunto indo-iraní, es decir, como parte de una gran rama separada de los proto-indoeuropeos.
Asimismo el arqueólogo Sarianidi abogó por identificar el complejo como indoiraní, aunque dejando de lado evidencias concretas en los hallazgos.